# Apatheia

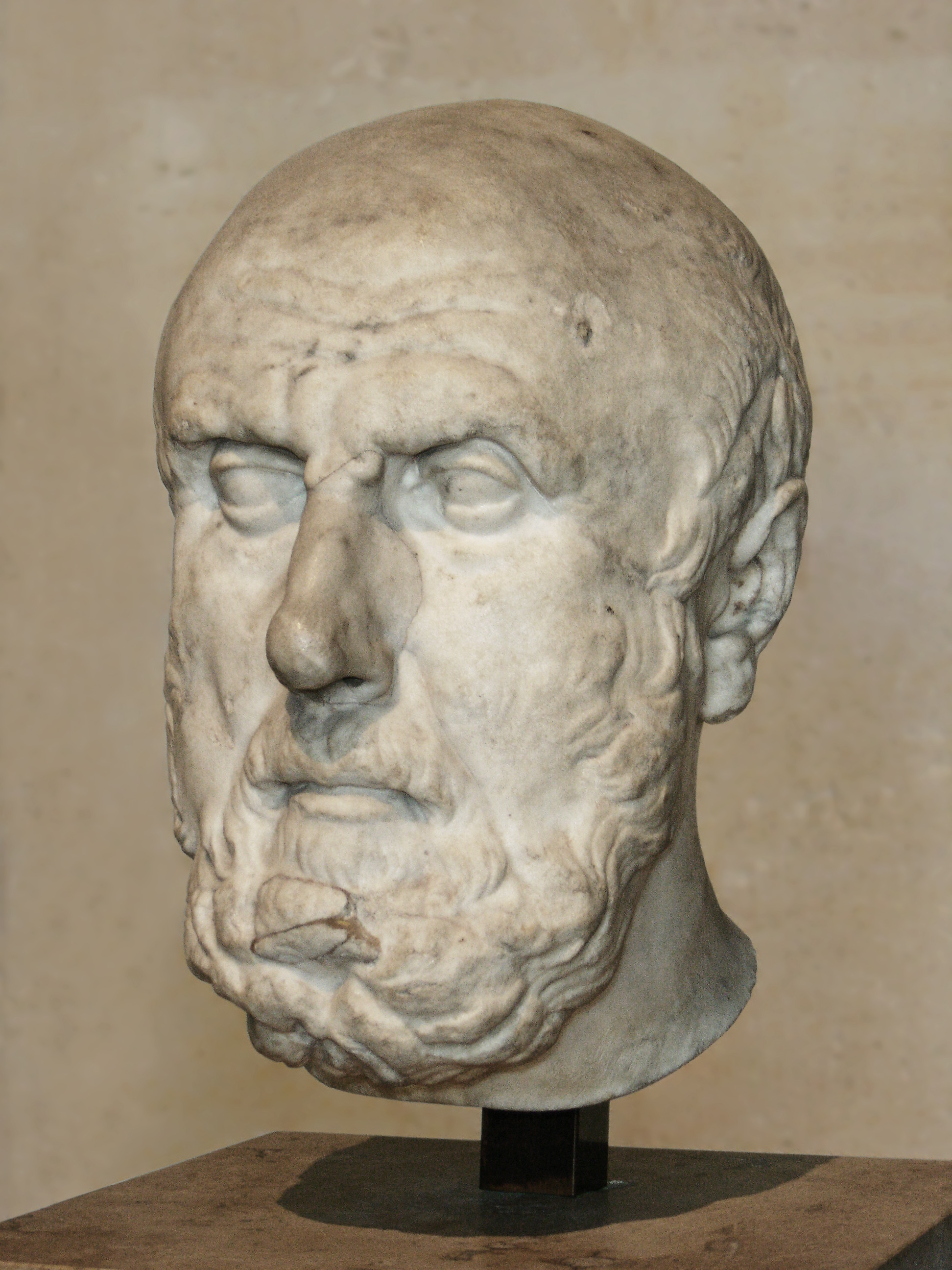
Chrysippos von Soloi († 208/204 v. Chr.), ein früher Theoretiker der stoischen Apatheia und einer ihrer profiliertesten Verfechter. Römische Kopie einer griechischen Marmorbüste im Louvre, Paris

Apatheia (altgriechisch ἀπάθεια apátheia „Unempfindlichkeit, Leidenschaftslosigkeit“, lateinisch impassibilitas) war in der Philosophie der Antike die Bezeichnung für einen stabil gleichmütigen und friedlichen Gemütszustand, der eng mit der Ataraxie, der von den Philosophen angestrebten Unerschütterlichkeit, verbunden war. Zur dauerhaften Verhinderung von seelischen Erschütterungen wurde beharrliches Einüben der Leidenschaftslosigkeit empfohlen.   
In der Literatur zur Ethik wurde die Apatheia im Rahmen der Theorie der Affekte behandelt. Sie galt in weiten Kreisen als erstrebenswert, da man sich Erlösung von störenden, schmerzhaften und vernunftwidrigen Affekten wie Furcht oder Wut erhoffte. Die dauerhafte Beruhigung des Gemüts wurde als Grundlage der Eudaimonie, der als Lebensideal angepriesenen seelischen Ausgeglichenheit, betrachtet. Die Debatten drehten sich um die Frage, inwieweit eine Auslöschung der Leidenschaften möglich und wünschenswert ist, ohne dass durch Empfindungslosigkeit spezifisch menschliche Qualitäten abhandenkommen. Darüber gingen die Meinungen weit auseinander. Die namhaftesten Verfechter der Apatheia waren die Stoiker, unter denen sich Chrysippos von Soloi mit seiner richtungweisenden Affekttheorie hervortat. Ihr rigoroser Kampf gegen die Leidenschaften stieß jedoch in anderen Philosophenschulen auf Widerspruch. Als Alternative empfahlen Kritiker des Apatheia-Ideals die Beherrschung der Leidenschaften, die als Teil der menschlichen Natur unausrottbar seien.
Christliche Theologen übernahmen das philosophische Apatheia-Konzept und passten es ihren Bedürfnissen an. Ein Sonderthema war die Apatheia Gottes, die wegen der ihm zugeschriebenen Unwandelbarkeit postuliert wurde, aber mit biblischen Aussagen über Affekte Gottes schwer zu vereinbaren war.

## Antike Philosophie

### Menschliche Apatheia

#### Begriffsbestimmung
Der Begriff Apatheia bezeichnet in der altgriechischen Sprache allgemein die Eigenschaft eines Dinges oder einer Person, keiner Beeinflussung durch etwas Äußeres zu unterliegen. Bei Personen ist gemeint, dass (unerwünschte) Gefühlsbewegungen und Gemütszustände (páthē, Singular páthos) als Reaktionen auf Außenreize nicht eintreten. Im Gemüt desjenigen, der Apatheia erlangt hat, wird durch die Sinneswahrnehmungen keine Erregung mehr ausgelöst. Daher ist er leidenschaftslos, bedürfnislos und selbstgenügsam. Sehnsucht und Begehren (epithymía) sind ihm ebenso fremd wie Furcht.
Im weiteren Sinne ist mit Apatheia die Abwesenheit aller Affekte gemeint, also auch der angenehmen, die gewöhnlich als erwünscht gelten. Oft wird aber in der antiken Literatur der Begriff Apatheia in einem engeren Sinne verwendet, wonach nur oder in erster Linie als negativ empfundene, unerwünschte Gemütserregungen fehlen. Demnach sind positive Erregungen (eupátheiai) wie Freude mit Apatheia vereinbar. In philosophischen Texten bezeichnet der Ausdruck apátheia gewöhnlich das Freisein von leidvollen und destruktiven Affekten wie Zorn, Furcht, Neid und Hass.

#### Das umstrittene Apatheia-Ideal
Antisthenes, ein prominenter Philosoph der griechischen Klassik, betrachtete Apatheia als erstrebenswertes Ziel, wobei ihm die legendäre Selbstbeherrschung seines Lehrers Sokrates Vorbild war. Diese Einstellung war ein wichtiger Teil seines Ethikkonzepts, das den Ausgangspunkt für die Entstehung des Kynismus bildete. Zur Apatheia gehörte für Antisthenes insbesondere die Freiheit von jedem Streben nach Lüsten, das über die elementare Bedürfnisbefriedigung hinausgeht. Er soll dazu bemerkt haben: „Lieber soll mich der Wahnsinn als die Lust überkommen.“
Später, im Zeitalter des Hellenismus, übernahmen die Stoiker, die ebenfalls an die sokratische Tradition anknüpften, die Forderung der Affektüberwindung und machten sie zu einem zentralen Bestandteil ihrer Lehre. Befreiung von der Tyrannei der Triebe und Affekte sollte Gelassenheit und Seelenfrieden sowie vernunftgemäßes Handeln ermöglichen. Zu den missbilligten Affekten zählten auch das Mitleid und die Reue, da sie Kummer verursachen, was für einen stoischen Weisen nicht akzeptabel ist. Weil Mitleid und Neid Ursache von Kummer sind, wurden sie auf dieselbe Stufe gestellt.
Das Apatheia-Ideal der Stoiker war aber nicht rein negativ, es war nicht auf die bloße Abwesenheit der unerwünschten Gemütszustände beschränkt. Vielmehr wurde der angestrebte seelische Zustand positiv als höchst wünschenswerte beständige Haltung (griechisch héxis) des Gleichmuts bestimmt. So überschnitt sich der Begriff der Apatheia mit dem der Ataraxie. Die Apatheia wurde nicht als Einzeltugend betrachtet, sondern als Disposition, welche die Grundlage für ein tugendhaftes und vernunftgemäßes Leben bildet.
Als Weg zur Erlangung des angestrebten Zustands empfahlen die Stoiker die Gewöhnung: Man sollte sich daran gewöhnen, den passiv empfangenen Vorstellungen, welche die Voraussetzung leidenschaftlicher Erregung bilden, die „Zustimmung“ zu verweigern. Dahinter stand die stoische Überzeugung, dass in der menschlichen Seele nicht – wie die Platoniker meinten – irrationale Bereiche ein Eigenleben führen. Vielmehr bildet die Seele nach stoischem Verständnis eine organische Einheit, und ihre „Teile“ haben nur funktionalen Charakter. Sie sind Instrumente der leitenden Zentralinstanz (hēgemonikón), die sich im Herzen befindet und alle seelischen und körperlichen Tätigkeiten organisiert. Diese Instanz, das vitale Zentrum des Menschen, ist von Natur aus rational. Sie entscheidet, ob sie einer Vorstellung ihre Zustimmung (griechisch synkatáthesis, lateinisch assensio) gewährt. Wenn die Vorstellung falsch ist, kann sie nur aufgrund eines intellektuellen Irrtums Zustimmung erhalten, und dann entsteht ein Affekt wie etwa Betroffenheit, Verwirrung oder Niedergeschlagenheit. Somit lassen sich Affekte vermeiden, indem man der Vernunft folgt und falsche Vorstellungen durchschaut und zurückweist, bevor sie einen Affekt auslösen können. So handelt der Weise. In diesem stoischen System wird das Irrationale seiner Besonderheit und Unverständlichkeit entkleidet. Es wird erklärbar und restlos intellektualisiert. Damit wird in diesem Rahmen die Behauptung schlüssig, man könne unerwünschte Triebe und Emotionen durch Erkenntnis und einen Willensakt neutralisieren.
Vollkommene Apatheia galt als Kennzeichen des stoischen Weisen, sie war nach der Überzeugung der Stoiker nur ihm vorbehalten. Das Ideal solcher Weisheit beschrieb der Stoiker Mark Aurel mit den Worten: „Gleich sein der Klippe, an der sich pausenlos die Wellen brechen. Sie aber steht fest, und um sie herum beruhigt sich die Brandung.“
Die Befreiung von unerwünschten Affekten wurde zwar hauptsächlich von den Kynikern und Stoikern in den Vordergrund gestellt, aber auch die anderen Philosophenschulen stimmten grundsätzlich damit überein, dass dies eine wichtige Aufgabe sei, denn Ataraxie war für alle – auch und besonders für die Epikureer – ein Gut von höchstem Rang. Die Neuplatoniker, die auf Reinigung des Gemüts größten Wert legten und für Askese eintraten, waren der Ansicht, Apatheia als Freiheit von Leidenschaften sei der natürliche Zustand der von Unwissenheit erlösten Seele des Philosophen. Wer dieses Ideal nicht verwirklichen könne, solle sich zumindest um Zügelung der affektiven Impulse bemühen.
Eine radikale Position nahm der Megariker Stilpon ein, der zur Ethik ähnliche Ansichten vertrat wie die Stoiker und die Apatheia sogar für das höchste Gut hielt. Er soll der Meinung gewesen sein, dass der Weise nicht nur von den Affekten unbeeinflusst bleibe, sondern sie nicht einmal verspüre.
Der römische Dichter Horaz, der stark von der epikureischen Lehre beeinflusst war, fand eine klassische Formulierung für das Ideal des weltüberlegenen Menschen in den bekannten Versen:
Si fractus inlabatur orbis,

inpavidum ferient ruinae.
Selbst wenn die Welt zerborsten einstürzt,

werden die Trümmer einen Furchtlosen treffen.
Strittig war, wie weit man bei der Befreiung von den Affekten gehen soll und ob Leidenschaftslosigkeit überhaupt möglich und naturgemäß ist. Platon forderte zwar Herrschaft der Vernunft über die von Leidenschaften angetriebenen Seelenteile, verwarf aber ein Leben, das zwar Einsicht, Vernunft, Wissenschaft und Erinnerung enthält, aber weder Lust noch Unlust. Er stellte fest, dass niemand ein Leben für wünschenswert hielte, das „in jeder Hinsicht völlig ohne Empfindung (apathḗs)“ wäre. Wer eine solche Lebensweise wähle, der entscheide sich für etwas Naturwidriges, entweder aus Unkenntnis oder einem unglücklichen Zwang gehorchend. In der Platonischen Akademie wandte sich besonders der Philosoph Krantor von Soloi gegen eine radikale Forderung nach Apatheia. Er vertrat in seiner Schrift Über die Trauer die Überzeugung, die Trauer der Hinterbliebenen um einen Verstorbenen sei naturgemäß und daher zuzulassen. Nur übermäßige und daher widernatürliche Affekte seien zu unterdrücken. Indolenz sei nicht mit der menschlichen Natur vereinbar und führe zur Vertierung. Gegen die Erreichbarkeit der Apatheia wurde vorgebracht, dass das Empfinden von Leid (griechisch páthē) naturgegeben und daher eine völlige Befreiung davon illusorisch sei. Der These, Leidenschaftslosigkeit sei erstrebenswert, wurde entgegengehalten, die Affekte trügen zur Erlangung der Tugend bei und ihre Ausmerzung beeinträchtige die Fähigkeit, tugendhaft zu handeln.

#### Ausgleichende Positionen
Die Peripatetiker bekannten sich zwar zum allgemein anerkannten Ziel der Affektkontrolle, verwarfen aber die stoische Vorstellung, vollkommene Apatheia sei erreichbar und erstrebenswert. Sie folgten der Lehre ihres Schulgründers Aristoteles, wonach die Affekte nicht auszurotten, sondern nur auf das richtige Maß zu bringen sind. Dies soll erreicht werden, indem man die „Mitte“ (Mesotes) zwischen zwei unerwünschten Extremen – einem Mangel und einem Übermaß – einhält. Dieses Konzept wird mit dem Ausdruck Metriopathie (Maßhalten bei den Leidenschaften) bezeichnet, den die Peripatetiker selbst aber nicht verwendeten. Sie meinten nicht eine Mäßigung im Sinne von genereller Dämpfung und Abschwächung der Affekte, sondern nur das der jeweiligen Situation angemessene Maß. Damit schlossen sie starke Affekte nicht aus. Ein Ideal des Maßhaltens vertraten auch die Platoniker. Sie betrachteten aber im Gegensatz zu den Peripatetikern nicht das Einhalten der rechten Mitte zwischen zwei Extremen als Tugend, sondern forderten die jeweilige Beschränkung einer bestimmten einzelnen Leidenschaft auf das angemessene Maß.
Auch die Neupythagoreer lehnten die Zerstörung der Affekte ab. Sie meinten, der Tüchtige könne ebenso wenig frei von Unlust sein wie der Körper von Krankheiten und Schmerzen. Man dürfe vom Menschen nichts verlangen, was seine Natur übersteige. Die Affekte seien nützlich, denn ohne sie wäre die Seele träge, hätte keinen Antrieb zum Schönen mehr und würde keine Begeisterung mehr empfinden. Wenn man die Gemütserregungen völlig austriebe, würde man die Tugend zerstören, für die sie unentbehrlich seien. Mit der Forderung des Maßhaltens schlossen sich die Neupythagoreer der peripatetischen und platonischen Sichtweise an.
Die Stoiker hatten sich bei der Verbreitung ihrer Lehre mit dem Vorwurf auseinanderzusetzen, der stoische Weise sei hart und gefühllos. Um die schroffe Forderung der Affektfreiheit nicht als weltfremd und naturwidrig erscheinen zu lassen, fanden sich manche von ihnen zur Abmilderung bereit. In diesem Sinne äußerte sich schon im 3. Jahrhundert v. Chr. Chrysippos von Soloi, ein maßgeblicher Wortführer der Stoa. Er verwarf zwar die meisten Gemütsregungen, billigte aber einige, insbesondere die Freude des Weisen, der einer solchen Regung „zustimmt“, wenn er in der gegebenen Situation ihre Berechtigung erkannt hat. Dazu ist allerdings nach Chrysippos’ Lehre nur der stoische Weise befähigt, da nur er über die nötige Urteilskraft verfügt. Im 2. Jahrhundert v. Chr. gab der Stoiker Panaitios, der sich um eine Fortentwicklung der Lehre bemühte, das Ziel der Apatheia auf und akzeptierte die Affekte als Gegebenheiten der menschlichen Natur, deren rechte Steuerung die Aufgabe des Philosophen sei. Ähnlich nahm Poseidonios Stellung.
In der römischen Oberschicht fand das stoische Weltbild beträchtlichen Anklang, doch die Abwertung der Affekte stieß auf Widerspruch. So wandte sich Cicero gegen eine übertriebene Apatheia. Er machte geltend, Gefühllosigkeit sei unmenschlich, da der Mensch nicht aus Stein bestehe. Auf Einwände solcher Art reagierte im 1. Jahrhundert der römische Stoiker Seneca. Er bemühte sich, der stoischen Ethik den Eindruck unmenschlicher Härte und abstoßender Kälte zu nehmen. Seneca meinte, das Auftauchen von Affekten und das unfreiwillige Bewegtwerden durch sie könne nicht gänzlich vermieden werden. Auch beim Weisen bleibe eine Restempfindung, ein „Schatten“ des Affekts, erhalten. Dazu zählen nach Senecas Ausführungen das Erröten, ein Anflug von Furcht in einer gefährlich scheinenden Situation oder auch Tränen im Trauerfall. Solche Phänomene betrachtete Seneca als physikalische Folgen des auslösenden Ereignisses, quasi mechanische Veränderungen, für die der Betroffene nichts kann. Hinsichtlich ihrer Vermeidbarkeit schwankte seine Einschätzung. Jedenfalls war er der Überzeugung, es sei dem stoischen Weisen möglich, den Affekten keine Macht über sich zu gewähren und seine Selbstwahrnehmung und sein Handeln nicht von ihnen bestimmen zu lassen. In diesem Sinne äußerte sich später auch der einflussreiche Stoiker Epiktet. Solche Überlegungen wurden schon in hellenistischer Zeit entwickelt. Ihnen liegt der Gedanke zugrunde, dass Regungen wie Hunger und Durst, Lust und Schmerz Naturvorgänge sind. Zu Momenten des menschlichen Fühlens, Strebens und Handelns werden sie erst dadurch, dass die Person zu ihnen Stellung bezieht, indem sie ihnen Zustimmung gewährt oder verweigert. Demnach bedeutet Apatheia Freiheit nicht von körperlichem Schmerz als physischem Effekt, sondern von dem seelischen Schmerz, den dieser Effekt auslöst, wenn man dem zustimmt. Nach diesem Verständnis ist der Mensch für seine Affekte voll verantwortlich.
Eine ambivalente Haltung nahm der Schriftsteller und Moralphilosoph Plutarch ein. Als Platoniker plädierte er für Umsicht und Mäßigung im Umgang mit den Leidenschaften. Er polemisierte gegen die stoische Ethik und machte in diesem Zusammenhang geltend, eine vollständige Austilgung der Gemütserregungen sei weder möglich noch wünschenswert. Diese Auffassung vertrat er hinsichtlich des fachsprachlichen Begriffs der stoischen Apatheia. In manchen seiner Werke verwendete er den Begriff jedoch in einem allgemeinsprachlichen, positiv konnotierten Sinn oder machte auf die Ambivalenz der Unempfindlichkeit aufmerksam: Was äußerlich als bewundernswerte Selbstbeherrschung erscheint, kann nach Plutarchs Darstellung auch auf einen problematischen Mangel an Empathie oder sogar auf unmenschliche Gefühllosigkeit zurückzuführen sein.

### Göttliche Apatheia
Apatheia galt schon früh als wichtiges Merkmal der weltlenkenden Macht. So bezeichnete der Vorsokratiker Anaxagoras den Nous, das alles beherrschende Prinzip, als apathḗs, das heißt als das, was nicht in Mitleidenschaft gezogen werden kann. Der Nous des Anaxagoras ist die Instanz, die alle Vorgänge initiiert und selbst von nichts beeinflusst wird. Aristoteles, der Anaxagoras darin zustimmte, charakterisierte den göttlichen „ersten unbewegten Beweger“ als unwandelbar und schrieb ihm ausdrücklich Apatheia zu.
In Philosophenkreisen war die Überzeugung verbreitet, dass ein Gott keine Bedürfnisse verspürt und es nichts geben kann, was für ihn begehrenswert ist oder ihn stört. Von dieser Vorstellung der göttlichen Autarkie ging im 2. Jahrhundert v. Chr. der skeptisch denkende Platoniker Karneades aus, als er das Problem der göttlichen Apatheia formulierte. Sein Gedankengang ist: Jedes Lebewesen außer Pflanzen hat als solches notwendigerweise ein Empfindungsvermögen für Zuträgliches und Abträgliches. Dies ist ein Merkmal des Lebens und gilt daher auch für einen als Lebewesen aufgefassten Gott. Wenn aber ein Gott etwas Angenehmes oder Unangenehmes empfindet, gefällt oder missfällt es ihm. Dadurch tritt in ihm eine Veränderung ein. Somit ist er von außen in positivem oder negativem Sinn beeinflussbar. Wenn ihm etwas missfällt, erleidet er eine Veränderung zum Schlechteren hin. Also ist er nicht absolut unempfänglich für schlechte Einwirkungen. Verschlechterung bedeutet aber Verfall und Vergänglichkeit. Unveränderlichkeit und Unvergänglichkeit sind jedoch Definitionsmerkmale eines Gottes. Somit kann Gott nicht sowohl lebendig als auch ewig sein. Daher ist die Vorstellung, dass es eine ewige und lebendige Gottheit gibt, in sich widersprüchlich.

## Judentum und Christentum

### Menschliche Apatheia
Aus der stoischen Tradition übernahm der jüdische Philosoph und Theologe Philon von Alexandria das Apatheia-Ideal. Für ihn war die Befreiung von schädlichen Affekten, zu denen er auch lustvolle, aber aus seiner Sicht sündhafte Gemütsbewegungen zählte, oder zumindest deren Zügelung eine religiöse Pflicht. Alle Handlungen, die von Furcht, Trauer, Luststreben oder anderen Impulsen solcher Art bewirkt werden, hielt er für tadelnswert. Philon behauptete, die Apatheia führe zu vollkommener Glückseligkeit. Allerdings meinte er damit nicht völlige Empfindungslosigkeit. Manche Emotionen betrachtete er als hilfreich, und im Gegensatz zu den Stoikern akzeptierte er das Mitleid als berechtigte Regung. Er glaubte, die Apatheia müsse durch Kampf gegen die Affekte errungen werden, doch sei dazu auch göttliche Hilfe erforderlich.
Der Ausdruck Apatheia kommt weder in der Septuaginta, dem griechischen Alten Testament, noch im Neuen Testament vor. Er wurde aber von zahlreichen östlichen Kirchenvätern wie Clemens von Alexandria, Origenes, Athanasios, Basilios und Gregor von Nyssa verwendet. Sie propagierten die Apatheia als sittliches Ideal.
Besonders nachdrücklich forderte Euagrios Pontikos, ein einflussreicher „Wüstenvater“ des 4. Jahrhunderts, die Beseitigung sämtlicher Einflüsse von Leidenschaftsimpulsen auf das Gemüt. Er übernahm den stoischen Begriff in vollem Umfang und erweiterte ihn um christliche Aspekte. Die völlige Ablösung von den gefühlsmäßigen Auswirkungen der Sinneseindrücke betrachtete er als Voraussetzung für ein reines Gebet, das in vollkommener emotionaler und intellektueller Unerschütterlichkeit zu vollziehen sei. Euagrios machte die Apatheia als ethische Norm zu einem Kernbestandteil seiner Lehre. Er nannte sie den Torhüter des Herzens. Nach seiner Definition ist sie „ein ruhiger Zustand der vernünftigen Seele, der aus Sanftmut und Besonnenheit besteht“. An den Leidenschaften kritisierte Euagrios unter anderem, dass sie, wie er meinte, die Erkenntnisfähigkeit verdunkeln und den Intellekt abstumpfen und verformen. Dank Apatheia könne man sich auf das Wesentliche konzentrieren und zu richtigen Urteilen gelangen.
Die Kirchenväter, die für Apatheia eintraten, waren in Mönchskreisen sehr einflussreich. Ihr Konzept der Leidenschaftslosigkeit wurde beifällig aufgenommen. Einen maßgeblichen Beitrag zu seiner Verbreitung leistete ab den 390er Jahren die griechische Historia monachorum in Aegypto, die Rufinus von Aquileia um 403 ins Lateinische übersetzte. Dieses Werk zählte in der Spätantike und im Mittelalter zu den bekanntesten griechischen hagiographischen Schriften. So erlangte das Apatheia-Ideal in der mönchischen Askese des Ostens eine wichtige Rolle. Die christlichen Autoren vertraten es allerdings gewöhnlich nicht in der radikalsten Variante, der zufolge sämtliche Affekte nur Störungen sind, sondern in mehr oder weniger gemäßigten Versionen. Der einflussreiche Schriftsteller Johannes Cassianus, ein Schüler des Euagrios Pontikos, trug zur Vermittlung solchen Gedankenguts an den Westen bei. In seinen lateinischen Werken gab er den griechischen Ausdruck Apatheia mit puritas cordis (Reinheit des Herzens) wieder, um die affektfeindliche Haltung im Weströmischen Reich durch eine positive Formulierung attraktiv zu machen.
Die lateinischsprachigen Kirchenväter, deren Gedankenwelt die Lehre der westlichen Kirche prägte, werteten die Affekte tendenziell positiver als die griechischsprachigen östlichen. Besonders Augustinus und Hieronymus lehnten das Ideal der Apatheia (lateinisch impassibilitas) weitgehend ab. Zur Begründung seiner ablehnenden Haltung führte Augustinus an, dass Christus zürnte und weinte und dass der Apostel Paulus heftigen Emotionen ausgesetzt war. Außerdem brachte er unter anderem das Argument vor, dass bei den Gläubigen Furcht vor der Hölle durchaus erwünscht sei. Laktanz polemisierte heftig gegen das stoische Vorhaben, die Leidenschaften zu zerstören. Er befand, nur ein Wahnsinniger könne es sich zum Ziel setzen, dem Menschen die Affekte, die Teil seiner Natur seien, zu entziehen.
Michel Foucault wies auf einen fundamentalen Unterschied zwischen paganer und christlicher Apatheia hin. Der nichtchristliche Philosoph will sich von unerwünschten Leidenschaften befreien, um ihre Auswirkungen nicht mehr erleiden zu müssen; das heißt, er will der Passivität, dem Ausgeliefertsein entrinnen und als Herr seines Gemüts eine möglichst aktive Rolle übernehmen. Sein Ziel ist Meisterung des Schicksals und Freiheit vom Leiden. Der christliche Asket hingegen lehnt das Leiden nicht grundsätzlich ab. Er will nicht Herr sein, sondern sich unterordnen und gehorsam werden. Im Rahmen seines Gehorsamsideals geht er gegen seinen egoistischen Eigenwillen vor, der sich in den Affekten äußert. Er erstrebt Apatheia im Sinne von Abtötung des Eigenwillens. Somit will er im Gegensatz zum paganen Philosophen nicht aktiver, sondern passiver werden.

### Apatheia Gottes
In der christlichen Theologie stellte das Konzept der Apatheia hinsichtlich des Gottesverständnisses ein Problem dar. Dabei handelte es sich im Prinzip um das schon von Karneades erkannte Dilemma. Einerseits schien die Vorstellung von Gottes ewiger Vollkommenheit und Glückseligkeit auszuschließen, dass er wechselnden affektiven Zuständen unterliegt; andererseits legten das Leiden Christi und der Umstand, dass in der Bibel Gott Zorn und Eifer zugeschrieben werden, die Annahme nahe, es gebe Gemütsbewegungen Gottes, die mit Apatheia schwer zu vereinbaren sind. Die Kirchenväter entschieden sich in Einklang mit den griechischen philosophischen Traditionen für die Antwort, die mit Affekten verbundene Unruhe und Veränderlichkeit komme für Gott nicht in Betracht, daher sei von einer Apatheia Gottes auszugehen. Gelegentlich finden sich aber – etwa bei Ignatios von Antiochien und Origenes – auch einzelne gegenteilige Aussagen, ohne dass es zu einer Auflösung des Widerspruchs kommt.
Zum selben Ergebnis wie die Kirchenväter kam der Jude Philon von Alexandria, der die Angaben des Tanach über einen zürnenden und eifernden Gott als Anpassungen an die begrenzte Fassungskraft einfacher Menschen erklärte. Er hielt Gott für unbeeinflussbar und wandte sich besonders nachdrücklich gegen die Vorstellung, Gott könne eine Entscheidung bereuen. Andererseits akzeptierte er aber die Annahme eines Mitleids Gottes, ging also nicht von einer absoluten Affektlosigkeit Gottes aus.
Für das Leiden Christi fanden die Anhänger des Doketismus eine radikale Lösung. Sie lehrten, Christus habe nur scheinbar einen menschlichen Leib gehabt und daher nur scheinbar gelitten. Damit bewahrten sie das Konzept der göttlichen Apatheia. Eine entgegengesetzte Position vertraten die Anhänger des Patripassianismus. Sie betonten die Einheit Gottes und kritisierten die Lehre von der Trinität. Aus dem Prinzip der Einheit Gottes folgerten sie, dass nicht nur Christus, sondern auch Gottvater bei der Kreuzigung gelitten habe. Der Kirchenvater Ignatios von Antiochien, der den Doketismus bekämpfte, versuchte das Problem zu lösen, indem er lehrte, Christus habe zwar während seines irdischen Lebens als Mensch Leid empfunden, doch seit seinem Tod oder seit der Auferstehung komme ihm als Gott die Apatheia zu. Dieser Ansatz schuf allerdings hinsichtlich des Verhältnisses von Gottheit und Menschheit in Christus ein neues Problem, das ungelöst blieb.
Für die christlichen Gnostiker war die Apatheia Gottes eine Selbstverständlichkeit, wenngleich die Valentinianer für das Mitleid eine Ausnahme zuließen. Da die Gnostiker im Gegensatz zu den großkirchlichen Theologen den göttlichen und den menschlichen Anteil in Christus trennten, konnten sie das christologische Problem entschärfen, indem sie die Affekthaftigkeit auf den menschlichen Anteil begrenzten. Manche Gnostiker entschieden sich für den doketistischen Ansatz.

## Kant
Immanuel Kant griff den stoischen Begriff Apatheia auf, als er in seiner 1797 veröffentlichten Schrift Die Metaphysik der Sitten sein Konzept der „moralischen Apathie“ darlegte. Er stellte dort fest, „Apathie“ sei als „Fühllosigkeit“ und subjektive Gleichgültigkeit aufgefasst worden und daher als Schwäche in Verruf gekommen. Um solcher Missdeutung vorzubeugen, führte Kant den Begriff der moralischen Apathie ein. Diese sei von Apathie im Sinne von Indifferenz zu unterscheiden. Sie sei eine Stärke und eine notwendige Voraussetzung der Tugend. Moralische Apathie ist nach Kants Definition dann gegeben, wenn die aus sinnlichen Eindrücken stammenden Gefühle ihren Einfluss auf das moralische Gefühl nur dadurch verlieren, dass „die Achtung fürs Gesetz über sie insgesammt mächtiger wird“. Gemeint ist ein affekt- und leidenschaftsfreier Zustand des Gemüts in moralisch relevanten Situationen. Unter „Gesetz“ ist hier das „praktische Gesetz“ zu verstehen. Bei diesem handelt es sich in Kants Terminologie um den Grundsatz, der bestimmte Handlungen zur Pflicht macht.
In der Schrift Anthropologie in pragmatischer Hinsicht, die Kant 1798 publizierte, bestimmte er das Prinzip der Apathie, das „ein ganz richtiger und erhabener moralischer Grundsatz der stoischen Schule“ sei, als Freiheit vom Affekt, der verblende und für sich allein betrachtet immer zu Unklugheit führe. Der Affekt mache „sich selbst unfähig, seinen eigenen Zweck zu verfolgen“. Eine naturgegebene Apathie sei bei hinreichender Seelenstärke als glückliches Phlegma im moralischen Sinn zu betrachten, da eine solche Veranlagung es erleichtere, weise zu werden. In der 1790 erschienenen Kritik der Urteilskraft schrieb Kant, Apathie als Affektlosigkeit eines seinen unwandelbaren Grundsätzen nachdrücklich nachgehenden Gemüts sei auf weit vorzüglichere Art erhaben als der auf Gutes gerichtete „wackere“ Affekt Enthusiasmus, denn solche Apathie habe „das Wohlgefallen der reinen Vernunft“, das ein Affekt niemals verdienen könne, auf ihrer Seite. Nur eine derartige Gemütsart dürfe als edel gelten.